# Nycteola fasciata
Nycteola fasciata är en fjärilsart som beskrevs av Sheldon 1919. Nycteola fasciata ingår i släktet Nycteola och familjen trågspinnare. Inga underarter finns listade i Catalogue of Life.